# بارتلس ۱۷۸۲۳
سیارک ۱۷۸۲۳ (به انگلیسی: 17823 Bartels، نامگذاری:1998GA) هفده هزار و هشتصد و بیست و سومین سیارک کشف شده‌است که در ۱ آوریل ۱۹۹۸ کشف شد.